# پانیری
پانیری (به اسپانیایی: Paniri) یک کوه در شیلی است که در منطقه آنتوفاگاستا واقع شده‌است. پانیری ۵٬۹۶۰ متر بالاتر از سطح دریا واقع شده‌است.